# Михельсон, Леонид Викторович
Леони́д Ви́кторович Михельсо́н (род. 11 августа 1955, Каспийск, Дагестанская АССР) — российский предприниматель и управленец, миллиардер. Председатель правления российской газовой компании ПАО «Новатэк», председатель совета директоров и крупнейший акционер ведущего российского нефтехимического холдинга «Сибур».
В 2023 году занял четвёртое место в рейтинге богатейших людей России по версии Forbes с состоянием $21,6 млрд. В том же рейтинге годом ранее он занимал аналогичное место с состоянием $14 млрд.
В декабре 2023 года в рейтинге Bloomberg Billionaires Index Михельсон находился на 53-м месте, а его состояние оценивалось в $27,2 млрд.

## Биография
Родился 11 августа 1955 года в Каспийске. По национальности дагестанский горский еврей. Отец, Виктор Зельманович Михельсон, был членом Новокуйбышевского городского комитета КПСС, депутатом Новокуйбышевского городского Совета народных депутатов, руководил строительством нефтепроводов, с 1979 по 1987 год был директором треста «Куйбышевтрубопроводстрой», строившим газопровод «Уренгой — Помары — Ужгород». В строительстве (в 25-м тресте) работала и мать Леонида Михельсона — Прасковья Фёдоровна.

### Образование
В детские годы семья переехала в город Новокуйбышевск Куйбышевской области, где Леонид в 1972 году окончил школу № 8.
В 1977 году окончил Куйбышевский инженерно-строительный институт по специальности инженер-строитель. После этого работал прорабом СМУ в Ханты-Мансийском автономном округе Тюменской области в районе города Сургут на строительстве первой нитки газопровода Уренгой — Челябинск.

### Работа
После окончания института работал прорабом СМУ на строительстве газопровода «Уренгой — Помары — Ужгород».
С 1983 по 1985 год работал начальником линии газопровода, строительство которого вёл трест «Куйбышевтрубопроводстрой», с 1985 по 1987 год был главным инженером треста «Рязаньтрубопроводстрой».

В 1987 году, после смерти отца, Леонид Михельсон возглавил трест «Куйбышевтрубопроводстрой», который в 1991 году в результате акционирования стал акционерным обществом «Самарское народное предприятие „Нова“». 

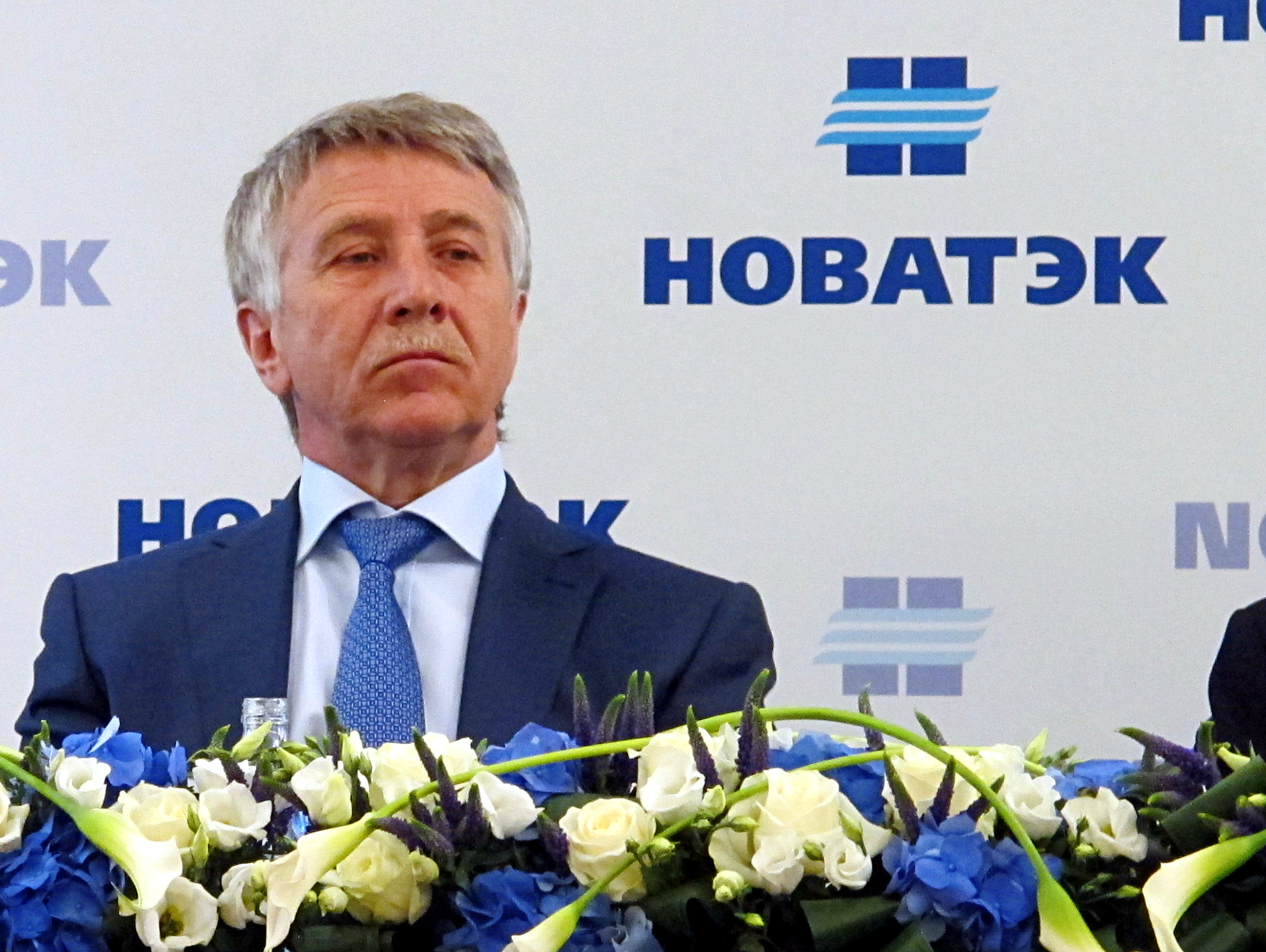
2016 год

В 1987—1994 годах был управляющим АО «Самарское народное предприятие „Нова“», в 1994 году стал генеральным директором управляющей компании «Новафининвест», которой было переподчинено «Нова». В то же время компанией были получены права на добычу природного газа на нескольких месторождениях Ямало-Ненецкого АО.
С 2003 года — член Совета директоров и Председатель Правления ОАО «Новатэк».
С марта 2008 года по декабрь 2010 года — член Совета директоров, Председатель Совета директоров ОАО «Стройтрансгаз».
С 2008 по 2011 год — член Совета директоров ООО «Арт Финанс».
В 2011—2013 годах был членом Наблюдательного совета ОАО «Всероссийский банк развития регионов».
С 2011 года является Председателем Совета директоров ЗАО «СИБУР Холдинг».
В 2020 году Михельсон продал все 0,7375 % акций «Новатэка», которые находились у него в прямом владении, за 257,2 млн евро

## Общественная деятельность

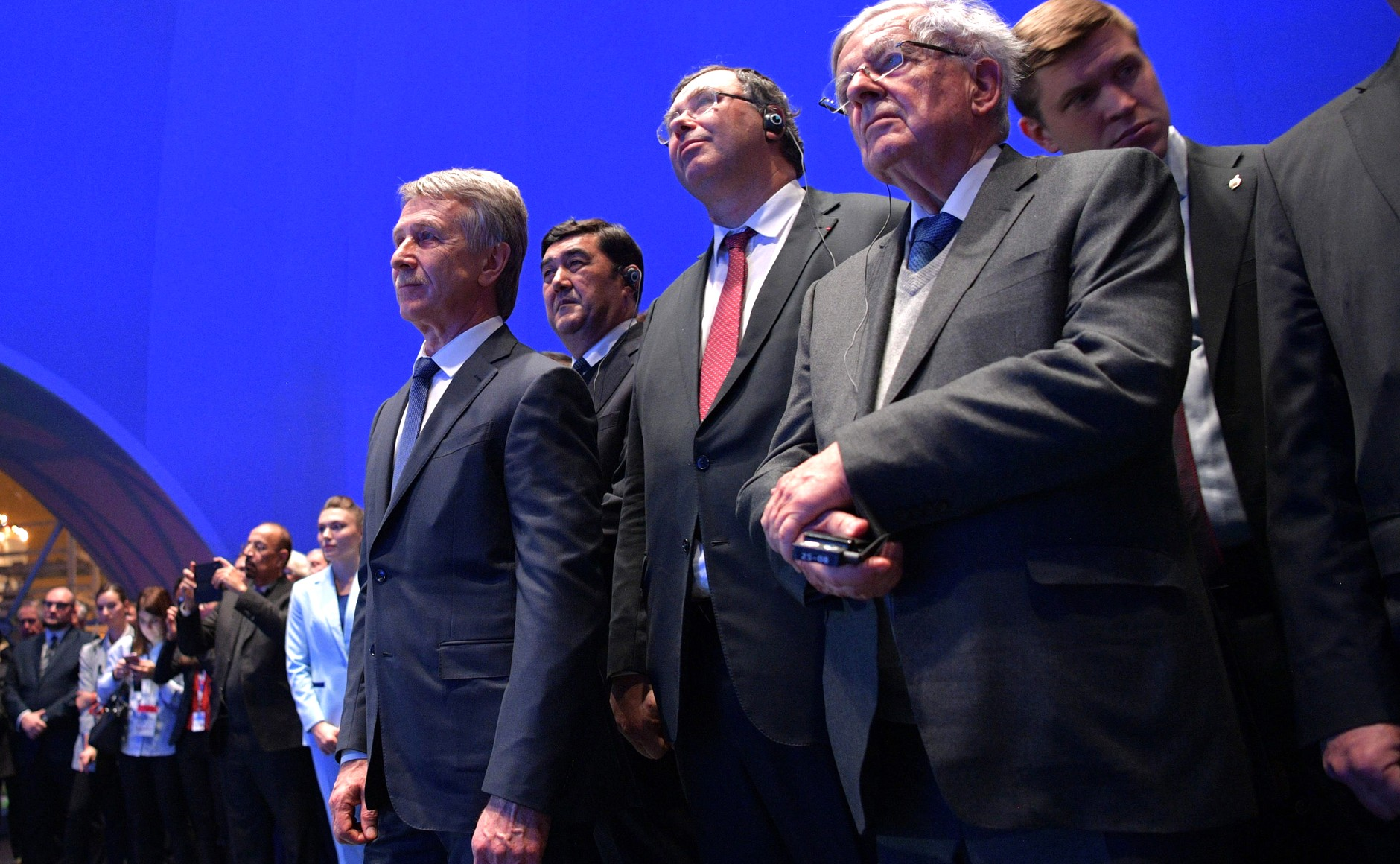
2017 год

В 2009 году создал в Москве Фонд современного искусства «Виктория — Искусство Быть Современным» (V-A-C, Victoria — the Art of Being Contemporary) с целью представления на Западе современного искусства России, интеграции российского искусства в мировой художественный контекст, а также в просветительской и образовательной деятельности в области современного искусства в России.
Сегодня фонд имеет представительства в Москве и Венеции (Италия). Под девизом «искусство без ментальных и бытийных границ» активно ведёт просветительскую, исследовательскую, издательскую, выставочную и перформативную деятельность в России и мире.
Совместно с другими членами Попечительского совета оказывает значительную ежегодную материальную поддержку НИУ ВШЭ и лицею НИУ ВШЭ.
С апреля 2019 года — глава попечительского совета Российского футбольного союза.
Обвинялся в финансировании добровольцев для российской армии, участвующих во вторжении России на Украину.

## Семья
Состоит в браке с Людмилой Трифоновой.
Дети: Виктория (род. 1992) и Эрика (род. 2002).

## Награды и премии
Леонид Михельсон награждён следующими орденами и медалями:
- Орден «Знак Почёта».
- Медаль ордена «За заслуги перед Отечеством» II степени.

В 2009 году Леонид Михельсон стал почётным гражданином городов Новокуйбышевск и Тарко-Сале.
По итогам 2017 года был признан газетой «Ведомости» «Бизнесменом года» за начало работы Ямал СПГ.
В 2022 году стал лауреатом премии The Art Newspaper Russia в номинации «Личный вклад» за создание нового, демократичного культурного пространства в Москве и поддержку творческих экспериментов (фонд современного искусства V-A-C).

## Санкции
5 апреля 2022 года, на фоне вторжения России на Украину, Михельсон включён в санкционный список Канады против «близких соратников режима» за «содействие и создание условий для нарушения суверенитета, территориальной целостности и независимости Украины».
6 апреля 2022 года Михельсон включён в список санкций Великобритании «против военной машины Путина».
C 19 октября 2022 года находится в санкционном списке Украины за «поддержку действий, которые подрывают или угрожают территориальной целостности, суверенитету и независимости Украины».
По аналогичным основаниям находится под санкциями Австралии и Новой Зеландии.

## Состояние
По оценке журнала Forbes:
| Показатель         | 2007 | 2008 | 2009 | 2010 | 2011 | 2012 | 2013 | 2014 | 2015 | 2016 | 2017 | 2018 | 2019 | 2020 | 2021 | 2022 | 2023 | 2024 |
| Состояние ($ млрд) | 4,3  | 4,7  | 2,4  | 4,4  | 9,1  | 11,9 | 15,4 | 15,6 | 11,7 | 14,4 | 18,4 | 18   | 24   | 17,1 | 24,9 | 14   | 21,6 | 27,4 |
| Место (в мире)     | 194  | 214  | 285  | 189  | 99   | 72   | 47   | 57   | 105  | 60   | 46   | 64   | 32   | 48   | 66   | 130  | 72   | 66   |
| Место (в России)   | 25   | 28   | 17   | 15   | 10   | 3    | 5    | 7    | 1    | 1    | 3    | 1    | 3    | 3    | 5    | 4    | 4    | 2    |